# Луксор
Вижте пояснителната страница за други значения на Луксор.
Луксор (на арабски: الأقصر) е град в Горен Египет, административен център на мухафаза Луксор. Населението на града е около 376 хил. жители (1999) – предимно египтяни, като малка част от тях са копти.

## География
Разположен е на източния бряг на река Нил на мястото на Тива, столица на Древен Египет в периода на Средното и Новото царство.

## Забележителности
Заради многото останки от древността е наричан „най-големият музей под открито небе“.
Близо до града се намират Храмът на Амон-Ра (покровител на Тива) в село Карнак (Луксорски храм), а на другия бряг на Нил – тиванският некропол, включващ Долината на царете (Valley of the Kings) и Долината на цариците (Valley of the Queens).
Останките от Тива и некрополът са включени в Списъка на световното културно и природно наследство на ЮНЕСКО.
Всички нови находки на археолозите се излагат в Луксорския музей на древността, открит през 1975 г. Заради изобилието от паметници на древноегипетската архитектура Луксор е посещаван от стотици хиляди туристи всяка година.
Недалеч от града се намират древноегипетски каменни статуи, известни като Колоси на Мемнон.

## Побратимени градове
- Балтимор, САЩ
- Казанлък, България
- Паринтис, Бразилия
- Шънджън, Китайска народна република

## Фотогалерия
- Входът за Храма на Амон Ра
- Колони в Храма на Амон Ра
- Карнак. Алеята на сфинксовете
- Карнак. Залата на кариатидите